# Franciszek Bródka
Franciszek Bródka (ur. 9 października 1906 w Poznaniu, zm. 3 kwietnia 1957 w Poznaniu) – polski piłkarz grający na pozycji napastnika i pomocnika, po zakończeniu kariery również trener piłkarski.

## Życiorys
Urodził się 9 października 1906 w Poznaniu w rodzinie robotnika Andrzeja Bródki (ur. 1877) i Katarzyny z domu Pawlak (ur. 1877).
W młodości, przed II wojną światową piłkarz Korony Łazarz, a później trener tego klubu. Uczestnik kursu dla instruktorów piłkarskich, prowadzonego latem 1939 przez szkockiego piłkarza Alexa Jamesa (1901-1953). Po zakończeniu wojny znalazł się w poznańskim KKS i pracował w tym klubie aż do śmierci. Był pierwszym powojennym kierownikiem sekcji piłki nożnej dzisiejszego Lecha. Jako trener najpierw prowadził pierwszą drużynę, a następnie z zespół rezerw i juniorów. Równolegle działacz Poznańskiego OZPN, w 1946 wybrany kapitanem sportowym związku, a rok później przewodniczącym Komisji Rewizyjnej. Zatrudniony w poznańskiej DOKP jako pracownik działu technicznego. W życiu prywatnym kawaler. Oddany bez reszty futbolowi i pracy na rzecz swoich wychowanków. 

## Kariera trenerska
W 1945 objął posadę trenera w reaktywowanym Kolejorzu. Później jeszcze dwukrotnie prowadził ten zespół. W 1947 wywalczył z drużyną historyczny awans do I ligi i rozegrał w niej pierwsze mecze. Później pracował w duecie z Antonim Böttcherem, doprowadzając Lecha dwukrotnie do trzeciego miejsca w mistrzostwach Polski w 1949 i 1950. Prawdopodobnie w 1951 krótko prowadził zespół Lecha samodzielnie, ale brak źródłowego potwierdzenia tego faktu.